# SCUT

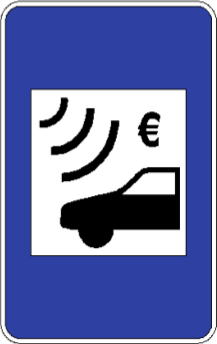
Ein Typisches SCUT-Schild

Die SCUT (sem custo ao utilizador), zu Deutsch „ohne Kosten für den Nutzer“, ist der Name eines Finanzierungsmodells für Autobahnen und Schnellstraßen in Portugal. Das SCUT-Modell wurde 1997 in Portugal unter António Guterres eingeführt. Dieses Modell basiert auf einem Modell aus Großbritannien, das 1993 dort mit dem Namen shadow toll eingeführt wurde.

## Geschichte, Entstehung, Hintergründe
Der Staat vergab 30-jährige Konzessionen über öffentliche Ausschreibungen an private Baugesellschaften. Im Gegenzug erhält der Betreiber vom portugiesischen Staat eine variable Miete in Abhängigkeit von der Anzahl der Fahrzeuge, die die Autobahn benutzen. Es entstand daraufhin eine Art „virtuelle Maut“ für jedes Fahrzeug, das die Strecke nutzte. Alle Autobahnen bekamen die Bezeichnung SCUT; für die Nutzer dieser Autobahnen war die Nutzung kostenlos. Die erste Konzession wurde im September 1999 für die Region Beira Interior an die Firma Scutvias vergeben.
Im Jahr 2000 gab es in Portugal sieben Konzessionen, die durch SCUT-Maut finanziert wurden. Die Verträge wurden zwischen 1999 und 2002 unterzeichnet, jedoch wurden sie im Jahr 2010 alle für beendet erklärt. Grund dafür war, dass man beginnen wollte, echte Mautgebühren vom Nutzer zu erheben. In diesem Jahr wurden schon auf den ersten SCUT-Autobahnen echte Mautgebühren eingeführt. Im Dezember 2011 wurden auf den restlichen SCUT-Autobahnen Mautgebühren erhoben. SCUT-Autobahnen waren die A22, die A23, die A24 und die A25. Die Maut wird weiterhin virtuell über ein spezielles aufwendiges technisches System erhoben, das auf den Straßen der SCUT verteilt ist.
Seitdem wird diese Autobahnart auch ex-SCUT oder Antiga SCUT genannt, zu Deutsch „alte SCUT“, da es theoretisch die SCUT-Autobahnen nicht mehr gibt. Jedoch sind die SCUTs im portugiesischen Volksmund noch vorhanden.
Umstritten sind die SCUTs seit Jahren. So gibt es Gerüchte, dass die SCUTs illegal besteuert werden.

## Klassen
Die SCUT-Gebühren werden in vier Klassen unterteilt Entscheidend hier sind vor allem die Achsenanzahl der jeweiligen Fahrzeuge. Je höher die Klasse, umso höher sind die Gebühren.
| Klasse | Länge des Fahrzeugs | Anzahl der Achsen | Fahrzeugtypen, Arten                                            |
| ------ | ------------------- | ----------------- | --------------------------------------------------------------- |
| 1      | < 1,10 Meter        | 2 oder mehr       | Motorrad, Auto, Auto mit Anhänger                               |
| 2      | ≥ 1,10 Meter        | 2                 | Transporter, Bus, Lastkraftwagen bis maximal 7,5 Tonnen         |
| 3      | ≥ 1,10 Meter        | 3                 | Transporter mit Anhänger, Lastkraftwagen bis maximal 7,5 Tonnen |
| 4      | ≥ 1,10 Meter        | 4 oder mehr       | Sattelschlepper, Lastkraftwagen mit Anhänger                    |

## Zahlungsmöglichkeiten

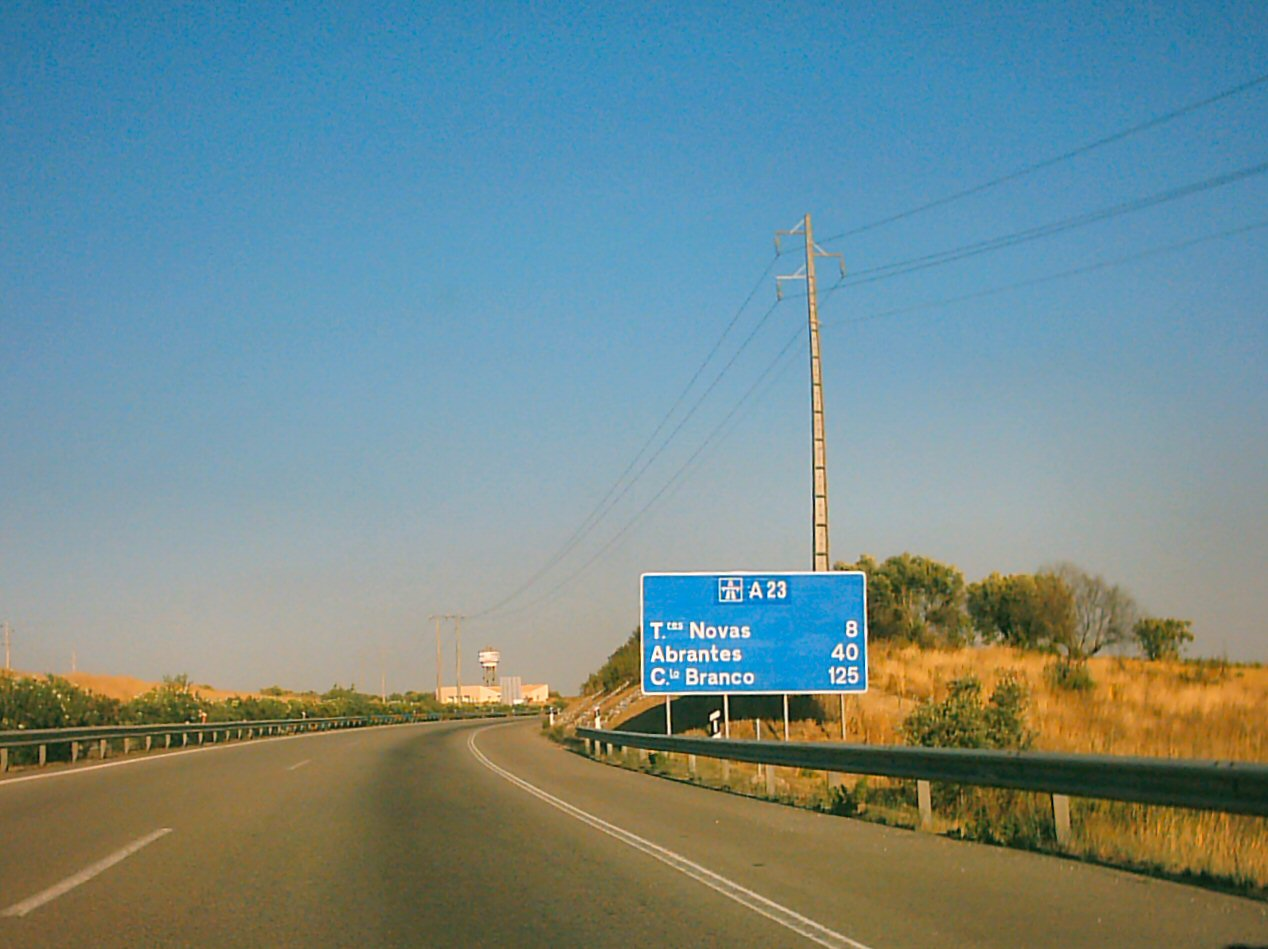
Ein Blick auf die Autobahn A23 in Richtung Castelo Branco (ehemals IP6 Schnellstraße), eine mautpflichtige Straße

Für inländische Fahrzeuge gibt es vier Möglichkeiten, die Mautgebühr zu zahlen.
Diese sind wie folgt:

### Easy Toll
Das EASYToll-System ist eine automatische Bezahllösung. Man braucht dafür nur eine Mastercard, Visa- oder Maestro-Karte. Der Fahrer muss eine Bankkarte in das Zahlungsterminal einstecken, und das System ordnet automatisch das Kennzeichen des Fahrzeuges dieser Karte zu. Die Mautgebühren werden direkt von dem mit der Karte verbundenen Konto abgebucht. Zusätzlich wird noch eine Bearbeitungsgebühr berechnet. Nach dem Eintritt kann man die SCUTs 30 Tage lang nutzen.

### Toll Service
Das Toll-Service-System besteht aus zwei Optionen:
- eine im Voraus bezahlte Karte mit unbegrenzter Nutzung für drei Tage und einem Festpreis von 20 Euro zuzüglich einer Servicegebühr. Dieses Produkt ist nur für Fahrzeuge der Klassen 1 und 2 gültig.
- eine Karte mit vorher festgelegter Reise und Datum. Dieses Produkt ist nur auf SCUT-Autobahnen gültig, da es ansonsten die Gültigkeit verliert. Zu kaufen gibt es diese Möglichkeit auch in den Cepsa-Tankstellen auf den Autobahnen in Viana do Castelo (A28), Abrantes (A23) und Olhão (A22), und am Flughafen in Porto. Eine weitere Möglichkeit sind die Geschäftsstellen der Correios de Portugal oder ein Online-Kauf.

### Toll Card
Die Toll Card basiert auf einem Vorauszahlungs-System. Diese wird mit einer SMS aktiviert. Der Käufer kann diese Karte mit einem Wert von 5, 10, 20 oder 40 Euro zuzüglich Servicegebühr kaufen. Nach dem Kauf muss der Käufer die Karte per SMS aktivieren, indem er den aufgedruckten Code auf der Karte samt seinem Kennzeichen schickt. Somit kann die Karte dem Fahrzeug zugeordnet werden. Sobald man das Guthaben ausgeschöpft hat, erhält man eine SMS mit dem Hinweis, dass das Guthaben aufgebraucht ist. Auch dieses System ist nur auf den gekennzeichneten SCUT-Autobahnen gültig. Erwerben kann man diese Karten an den Tankstellen der Autobahnen A23, A22, A6, A2, A3, A7 sowie auch online.

### Via Verde
Via-Verde-Kunden in Portugal haben die Möglichkeit, die SCUTs über einen an der Windschutzscheibe angebrachten RFID-Chip abrechnen zu lassen.

## Situation für ausländische Kennzeichen
Fahrzeuge mit ausländischen Kennzeichen dürfen ohne vorherige Registrierung die Strecken mit elektronischer Maut nicht befahren. Um die Maut zu zahlen, stehen an den meisten Grenzen zu Spanien Automaten zum Maut-Bezahlen (Easy Toll-System). Hinweise findet man auf Schildern an der Autobahn.
Fahrer von Fahrzeugen mit ausländischen Kennzeichen haben auch die Möglichkeit, die Toll Card sowie das Tollservice-System zu nutzen.
Ein nachträgliches Bezahlen für ausländische Fahrzeuge ist nicht möglich. Ein Befahren ohne Registrierung sollte vermieden werden, da das System auch nicht registrierte Kennzeichen erkennt. Die Nichtzahlung der Maut stellt eine Ordnungswidrigkeit dar, gegen die eine Geldbuße für alle nationalen, aber auch ausländischen Fahrzeuge verhängt wird. Die Strafe beträgt das Zehnfache der Mautgebühr, mindestens jedoch 25 Euro.